# Kronologisk lista över på Riddarhuset introducerade svenska adelsätter
Detta är en kronologisk lista över svenska adelsätter som har introducerats på Riddarhuset av adelsståndet i Sverige mellan 1625 och 1866 och av Sveriges ridderskap och adel efter 1866.

## Grevliga ätter
- 1. Brahe
- 2. Lewenhaupt
- 3. De la Gardie
- 4. Oxenstierna af Södermöre
- 5. von Thurn
- 6. af Wasaborg
- 7. Torstenson
- 8. Oxenstierna af Korsholm och Wasa
- 9. Horn af Björneborg
- 10. Oxenstierna af Croneborg
- 11. Banér
- 12. Stenbock
- 13. Wrangel af Salmis
- 14. von Königsmarck
- 15. Wittenberg
- 16. Tott
- 17. Lillie
- 18. Kagg
- 19. Douglas
- 20. Schlippenbach
- 21. von Steinberg
- 22. Carlsson
- 23. von Ascheberg
- 24. Gyllenstierna af Ericsberg
- 25. Wachtmeister af Johannishus
- 26. Fleming
- 27. Wrede
- 28. Sperling
- 29. Bielke
- 30. Lichton
- 31. Hastfer
- 32. Lindschöld
- 33. Stålarm
- 34. Gyllenstierna af Steninge
- 35. Gyldenstolpe
- 36. Dahlbergh
- 37. Wrangel af Adinal
- 38. Falkenberg af Sandemar
- 39. Wachtmeister af Mälsåker
- 40. Wallenstedt
- 41. Bonde af Björnö
- 42. Gyllenborg
- 43. Mellin
- 44. Polus
- 45. Gyllenstierna af Björksund och Helgö
- 46. Piper
- 47. Gyllenstierna af Fogelvik
- 48. Rehnskiöld
- 49. Frölich
- 50. Stromberg
- 51. Posse
- 52. Nieroth
- 53. Horn af Ekebyholm
- 54. Spens
- 55. Cronhielm af Flosta
- 56. von Fersen
- 57. Reenstierna
- 58. Tessin
- 59. Meijerfeldt
- 60. Mörner af Morlanda
- 61. Dücker
- 62. Taube
- 63. Sparre af Sundby
- 64. Bonde af Säfstaholm
- 65. Dohna
- 66. Sparre af Söfdeborg
- 67. von Liewen
- 68. Creutz
- 69. Cronhielm af Hakunge
- 70. Horn af Rantzien
- 71. Ekeblad
- 72. Lillienstedt
- 73. Leijonstedt
- 74. Sparre
- 75. Lagerberg
- 76. Strömfelt
- 77. Törnflycht
- 78. Hård
- 79. Putbus
- 80. von Düben
- 81. Barck
- 82. von Hessenstein
- 83. Cronstedt
- 84. Löwen
- 85. von Rosen
- 86. Hamilton
- 87. Löwenhielm
- 88. von Seth
- 89. von Höpken
- 90. von Hermansson
- 91. Kalling
- 92. Horn af Åminne
- 93. Wrangel af Sauss
- 94. von Schwerin
- 95. Sinclair
- 96. von Saltza
- 97. Falkenberg af Bålby
- 98. Ribbing
- 99. Wrangel
- 100. Stackelberg
- 101. Lillienberg
- 102. Bunge
- 103. Munck
- 104. Beck-Friis
- 105. af Ugglas
- 106. Strömfelt
- 107. Klingspor
- 108. Ruuth
- 109. Mörner af Tuna
- 110. von Lantinghausen
- 111. Sparre
- 112. Taube
- 113. Ehrensvärd
- 114. Thott
- 115. Lagerbjelke
- 116. Anckarsvärd
- 117. von Stedingk
- 118. von Essen
- 119. Ridderstolpe
- 120. Liljencrantz
- 121. von Engeström
- 122. Puke
- 123. Rosenblad
- 124. Sandels
- 125. Adlercreutz
- 126. von Platen
- 127. Toll
- 128. Barnekow
- 129. Tawast
- 130. Adlersparre
- 131. de Geer af Leufsta
- 132. Fleming
- 133. Snoilsky
- 134. Lagerbring
- 135. Cederström
- 136. af Wetterstedt
- 137. Skjöldebrand
- 138. Adelswärd
- 139. Wirsén
- 140. Björnstjerna
- 141. Posse
- 142. von Saltza

## Friherrliga ätter
- 1. Oxenstierna af Eka och Lindö
- 2. Horn af Åminne
- 3. Gyllenstierna af Lundholm
- 4. De la Gardie
- 5. Schenck
- 6. Bielke
- 7. Gyllenhielm
- 8. Skytte af Duderhof
- 9. Spens
- 10. Khewenhüller
- 11. Sparre
- 12. Bååt
- 13. Lilliehöök
- 14. Cruus af Gudhem
- 15. Ryning
- 16. Kurck
- 17. Fleming af Liebelitz
- 18. Gyllenstierna af Ulaborg
- 19. Soop af Limingo
- 20. Bonde
- 21. Horn af Marienborg
- 22. Banér
- 23. Natt och Dag
- 24. Stiernsköld
- 25. Posse af Hedensund
- 26. Leijonhufvud
- 27. Kagg
- 28. Bielkenstierna
- 29. Rosenhane
- 30. von Yxkull-Gyllenband
- 31. Wachtmeister af Björkö
- 32. von Bellingshausen
- 33. Paykull
- 34. Taube af Karlö
- 35. Forbus
- 36. Mörner af Tuna
- 37. Ulfsparre af Broxvik
- 38. von der Linde
- 39. Fleming af Lais
- 40. Ribbing af Zernava
- 41. Wrangel af Lindeberg
- 42. Kruse af Kajbala
- 43. Sperling
- 44. Wrede af Elimä
- 45. von Liewen
- 46. Berendes
- 47. Stake
- 48. Creutz
- 49. Fleetwood
- 50. Hamilton af Deserf
- 51. Cronstierna
- 52. von Scheiding
- 53. Leijonsköld
- 54. von Ungern-Sternberg
- 55. Wrangel af Ludenhof
- 56. Gripenhielm
- 57. Posse af Säby
- 58. Schultz von Ascheraden
- 59. Rålamb
- 60. Grundel-Helmfelt
- 61. von der Noth
- 62. Mörner af Morlanda
- 63. von Fersen
- 64. Duwall
- 65. de Mortaigne
- 66. Taube af Kudding
- 67. Palbitzki
- 68. von Buchwaldt
- 69. Uggla
- 70. Marschalck
- 71. von Börstell
- 72. Vellingk
- 73. Marderfelt
- 74. Meijendorff von Yxkull
- 75. von der Pahlen
- 76. Kruuse af Verchou
- 77. Rehbinder
- 78. Taube af Sesswegen
- 79. Siöblad
- 80. Grothusen
- 81. von Schönleben
- 82. Clerck
- 83. Örneklou
- 84. Gyldenhoff
- 85. Tungel
- 86. Thegner
- 87. Soop
- 88. Lovisin
- 89. Leijonberg
- 90. Nieroth
- 91. Grass
- 92. Mellin
- 93. Lindhielm
- 94. Cronhielm
- 95. Eldstierna
- 96. Ankarstierna
- 97. Fägerskiöld
- 98. von Budberg
- 99. Hamilton af Hageby
- 100. Müller von der Lühnen
- 101. Gyllenpistol
- 102. Maydell
- 103. Bergenhjelm
- 104. von der Osten genannt Sacken
- 105. Strömfelt
- 106. Hoghusen
- 107. Cronhjort
- 108. Lillieroth
- 109. Pincier
- 110. Taube af Odenkat
- 111. Stuart
- 112. Trotzig
- 113. Lagercrona
- 114. Hummerhielm
- 115. von Palmenberg
- 116. Burensköld
- 117. Coyet
- 118. Stromberg
- 119. Lybecker
- 120. Faltzburg
- 121. Hård
- 122. Zülich
- 123. Palmqvist
- 124. Hogguer
- 125. Strömfelt
- 126. Clodt
- 127. Stackelberg
- 128. Fahlström
- 129. Feif
- 130. Ranck
- 131. Patkull von Posendorff
- 132. Cronberg
- 133. von Schwerin
- 134. Cederhielm
- 135. von Düben
- 136. Cronstedt
- 137. Bildstein
- 138. Giertta
- 139. von Düben
- 140. Leuhusen
- 141. Wachschlager
- 142. Leijonhielm
- 143. Cedercreutz
- 144. Scheffer
- 145. Stiernstedt
- 146. von Psilander
- 147. Fock
- 148. Appelman
- 149. Törnflycht
- 150. von Otter
- 151. Cronstedt
- 152. von Hylteen
- 153. Törnflycht
- 154. Bennet
- 155. Staël von Holstein
- 156. Lagerberg
- 157. von Krassow
- 158. von Essen
- 159. Silfverhielm
- 160. Koskull
- 161. von Höpken
- 162. Barck
- 163. Horn af Rantzien
- 164. Appelbom
- 165. Örnfelt
- 166. Stierncrona
- 167. von Köhler
- 168. Lillie
- 169. Fuchs
- 170. Sack
- 171. von Düring
- 172. Fitinghoff
- 173. Strömfelt
- 174. Grundel
- 175. Stierncrantz
- 176. von Dellwig
- 177. von Knorring
- 178. Adlerfelt
- 179. Rosenstierna
- 180. von Trautwetter
- 181. von Löwenstern
- 182. von Albedyl
- 183. D'Albedyhll
- 184. Koskull
- 185. Ollonberg
- 186. Roos
- 187. Sture
- 188. Cronström
- 189. Funck
- 190. Burguer von Ritterstein
- 191. von Danckwardt
- 192. Stackelberg
- 193. Cronman
- 194. Örnestedt
- 195. Gyllenkrok
- 196. Tegensköld
- 197. Frisenheim
- 198. von Mengden
- 199. Wrangel af Adinal
- 200. von Friesendorff
- 201. Fehman
- 202. von Gedda
- 203. Yxkull
- 204. Staël von Holstein
- 205. Åkerhielm af Margrethelund
- 206. von Kochen
- 207. Löwen
- 208. von Rosen
- 209. von Buddenbrock
- 210. Ehrenkrona
- 211. Cederström
- 212. Palmfelt
- 213. Armfelt
- 214. Bunge
- 215. Lilliecreutz
- 216. Ribbing af Koberg
- 217. Reuterholm
- 218. Ehrenpreus
- 219. Wrangel af Sauss
- 220. Palmstierna
- 221. von Seth
- 222. Broman
- 223. von Nolcken
- 224. Löwenhielm
- 225. Hårleman
- 226. Gyllengranat
- 227. Rudenschöld
- 228. Ridderstolpe
- 229. von Grooth
- 230. Barnekow
- 231. von Kaulbars
- 232. Åkerhielm af Blombacka
- 233. Löwen
- 234. Djurklou
- 235. Kalling
- 236. Stierneld
- 237. Björnberg
- 238. Grönhagen
- 239. Strokirch
- 240. Hastfer
- 241. von Lantingshausen
- 242. Gerdesköld
- 243. von Roxendorff
- 244. Gripenstierna
- 245. Lagerfelt
- 246. Manderström
- 247. Lilliesvärd
- 248. Tilas
- 249. Adelswärd
- 250. Hierta
- 251. Rosir
- 252. von Kothen
- 253. de Geer af Leufsta
- 254. Lagerbielke
- 255. Falkenberg af Trystorp
- 256. von Hermansson
- 257. Klingspor
- 258. von Blixen
- 259. von Axelson
- 260. von Saltza
- 261. Preis
- 262. Klinckowström
- 263. Marcks von Würtemberg
- 264. Wennerstedt
- 265. Horn af Rantzien
- 266. Adlermarck
- 267. Ehrensvärd
- 268. Wrangel von Brehmer
- 269. Wallenstierna
- 270. Sinclair
- 271. De Geer af Tervik
- 272. Hermelin
- 273. Lillienberg
- 274. Adelcrantz
- 275. Sprengtporten
- 276. Löwen
- 277. Mannerheim
- 278. Beck-Friis
- 279. Wrangel af Sauss
- 280. von Höpken
- 281. Carpelan
- 282. Rudbeck
- 283. Silfverschiöld
- 284. Örnsköld
- 285. von Segebaden
- 286. Raab
- 287. Rappe
- 288. von Hegardt
- 289. Pfeiff
- 290. von Rosen
- 291. Schmiedefelt
- 292. Falkenberg af Bålby
- 293. Falkengréen
- 294. Boije af Gennäs
- 295. Ramel
- 296. Ruuth
- 297. Liljencrantz
- 298. Celsing
- 299. Du Rietz af Hedensberg
- 300. von Nackreij
- 301. Thott
- 302. Alströmer
- 303. Voltemat
- 304. Fock
- 305. von Lingen
- 306. Maclean
- 307. Zöge von Manteuffel
- 308. Staël von Holstein
- 309. Munck
- 310. Carpelan
- 311. af Ugglas
- 312. De Geer af Finspång
- 313. von Platen
- 314. Toll
- 315. von Krassow
- 316. von Stedingk
- 317. von Rajalin
- 318. Lillihorn
- 319. af Nordin
- 320. Brauner
- 321. Tawast
- 322. Anckarsvärd
- 323. Rosenblad
- 324. von Ehrenheim
- 325. Zibet
- 326. Lagerheim
- 327. af Wetterstedt
- 328. Puke
- 329. Adlerbeth
- 330. Silfversparre
- 331. Adlercreutz
- 332. Sandels
- 333. von Engeström
- 334. af Klercker
- 335. von Döbeln
- 336. Adlerberg
- 337. Adlersparre
- 338. Tersmeden
- 339. af Håkansson
- 340. Löfvenskjöld
- 341. Lagerheim
- 342. von Stedingk
- 343. Nauckhoff
- 344. von Willebrand
- 345. Skjöldebrand
- 346. Lagerbring
- 347. Wirsén
- 348. von Strokirch
- 349. Björnstjerna
- 350. von Schulzenheim
- 351. von Rehausen
- 352. Drufva
- 353. von der Lancken von Wackenitz
- 354. Fock
- 355. Brändström
- 356. Edelcrantz
- 357. Nordenskjöld
- 358. Lagerbring
- 359. af Klinteberg
- 360. Trolle
- 361. Edelcreutz
- 362. Haij
- 363. Coyet
- 364. von Platen
- 365. Gyllensköld
- 366. Ehrenborgh
- 367. Ulfsparre
- 368. de la Grange
- 369. Lagerstråle
- 370. von Paykull
- 371. von Plomgren
- 372. Nieroth
- 373. Skjöldebrand
- 374. Battram
- 375. Bergenstråhle
- 376. Kantzow
- 377. Reuterskiöld
- 378. af Tibell
- 379. von Vegesack
- 380. von Schulzenheim
- 381. Hierta
- 382. Franc-Sparre
- 383. d'Ohsson
- 384. Vult von Steijern
- 385. von Brinkman
- 386. Berzelius
- 387. von Weigel
- 388. Gyllenhaal
- 389. von Kræmer
- 390. Nordenfalk
- 391. Hochschild
- 392. Peyron
- 393. af Schmidt
- 394. Nordensköld
- 395. Tamm
- 396. Gyllenhaal till Härlingstorp
- 397. von Rosén
- 398. Ihre
- 399. von Beskow
- 400. Bergenstråhle
- 401. Braunerhielm
- 402. Gripenstedt
- 403. Ericson
- 404. Bildt
- 405. Nordenskiöld
- 406. Dickson

## Adliga ätter
- 1. Lilliehöök af Fårdala
- 2. Forstena-släkten
- 3. Bååt
- 4. Fleming
- 5. Kyle
- 6. Lillie af Greger Matssons ätt
- 7. Sparre af Rossvik
- 8. Bielke af Åkerö
- 9. Ulfsparre af Broxvik
- 10. Soop
- 11. Bonde
- 12. Horn af Kanckas
- 13. Natt och Dag
- 14. Posse
- 15. Ribbing
- 16. Boije af Gennäs
- 17. Hård af Segerstad
- 18. Falkenberg af Trystorp
- 19. Ulfeldt
- 20. Holck
- 21. Krabbe af Krageholm
- 22. Urne
- 23. Barnekow
- 24. Ramel
- 25. Walkendorff
- 26. Tott
- 27. Gädda
- 28. Bille af Dybeck
- 29. Gyllenstierna af Svaneholm
- 30. Lindenov
- 31. Björnklou
- 32. Stålarm
- 33. Ehrenstéen
- 34. Lilliecrona
- 35. Ekeblad
- 36. Trolle
- 37. Rosenstråle
- 38. Carpelan
- 39. Stiernkors
- 40. Gyllenhjerta
- 41. Hinsebergs-släkten
- 42. Ållongren i Östergötland
- 43. Kruse af Elghammar
- 44. Lilliesparre af Fylleskog
- 45. Rosladin
- 46. Krabbe af Svaneby
- 47. Gyllenanckar
- 48. Frankelin
- 49. Bratt af Höglunda
- 50. Bock af Näs
- 51. Roos af Hjelmsäter
- 52. Rosenbielke
- 53. Lake
- 54. Gyllencreutz
- 55. Berendes
- 56. Ulf af Horsnäs
- 57. Ikorn
- 58. Rääf i Finland
- 59. Hand
- 60. (a) Hård af Torestorp
- 60. Ille
- 61. Kijl
- 62. Månesköld af Seglinge
- 63. Sack
- 64. Tawast
- 65. Lillietopp
- 66. Lilliehöök af Gälared och Kolbäck
- 67. Körning
- 68. Kagg
- 69. Cruus af Edeby
- 70. Kafle
- 71. von Scheiding
- 72. Stubbe
- 73. Lillie af Ökna
- 74. Lilliesparre af Kragstad
- 75. Siöblad
- 76. Yxkull
- 77. Stierna
- 78. von Warnstedt
- 79. Store
- 80. Gyllengrip
- 81. Skytte i Finland
- 82. Drake af Intorp
- 83. Stolpe
- 84. Örnflycht
- 85. Jacobsköld
- 86. Stuart
- 87. Stråle af Ekna
- 88. Tott af Skedebo
- 89. Wildeman
- 90. Drake af Hagelsrum
- 91. Mörner
- 92. Creutz
- 93. Silfverhielm
- 94. von Birckholtz
- 95. Dufva i Finland
- 96. Pauli
- 97. Slatte
- 98. Stålhandske
- 99. Silfversparre
- 100. Uggla
- 101. Silfverbielke
- 102. Oxehufwud
- 103. Oxe
- 104. Beurræus
- 105. Falkenberg af Bålby
- 106. Slang
- 107. Ulfsax
- 108. Ankar
- 109. Lillie af Aspenäs
- 110. Stake
- 111. Ljuster
- 112. Hjortö-släkten eller Ulfsparre
- 113. Stackelberg
- 114. Jägerhorn af Spurila
- 115. Ållongren i Finland
- 116. Gyllenhorn
- 117. Lemnie
- 118. Bagge af Berga
- 119. Duse
- 120. Lilliestjelke
- 121. Hierta
- 122. Bagge af Boo
- 123. Rosenquist
- 124. Sting
- 125. Ruuth i Finland
- 126. Bure
- 127. Böllja
- 128. Mannersköld
- 129. Rylanda och Häggatorps-släkten, eller Lindelöf af Kedom
- 130. Munck af Fulkila
- 131. Gyllenmärs
- 132. Hästehufvud
- 133. Frille
- 134. Papegoja
- 135. Hammarskjöld
- 136. Crusebjörn
- 137. Eketrä
- 138. Plåt
- 139. Kåse
- 140. Tegel
- 141. Svärd
- 142. Svart
- 143. Lindelöf
- 144. Skalm i Finland
- 145. Svinhufvud af Qvalstad
- 146. Gyllensparre
- 147. Bagge af Söderby
- 148. Ållonsköld eller Härlingstorpssläkten
- 149. Palm
- 150. Sabelsköld
- 151. Trana
- 152. Sabel
- 153. Ulffana
- 154. Skytte af Sätra
- 155. Ram
- 156. Falck
- 157. Lood i Småland
- 158. Reuter af Skälboö
- 159. Finckenberg
- 160. Spåre
- 161. Bröms
- 162. Galle i Sverige
- 163. Holst
- 164. Rosenquist af Åkershult
- 165. Melker Axelssons släkt
- 166. Stöör
- 167. Geete
- 168. Gyllencornett
- 169. Bååt eller Lennart Nilssons släkt
- 170. Adler Salvius
- 171. Stiernfelt eller Grubbe
- 172. Rosenstierna
- 173. Lode från Livland
- 174. Forbes af Lund
- 175. Rotkirch
- 176. Schulman [1]
- 177. Strijk
- 178. Oliveblad
- 179. von der Linde
- 180. Stiernhielm
- 181. Grönberg
- 182. Tungel
- 183. Dufva i Vestergötland
- 184. Silfverswärd
- 185. Gyllenållon
- 186. Sabelhierta
- 187. Hästesko af Målagård
- 188. Sabelfana
- 189. Rääf i Småland
- 190. Rosendufva
- 191. Delphin
- 192. Grijs
- 193. Bäck i Finland
- 194. Galle i Finland
- 195. Klingspor
- 196. Bärfelt
- 197. Rosencrantz af Granhammar
- 198. Armsköld
- 199. Svinhufvud i Westergötland
- 200. Creutzhammar
- 201. Brand[2]
- 202. Bähr
- 203. Langman
- 204. Björnram af Helgås
- 205. Stewart
- 206. Sabelstierna
- 207. Dücker
- 208. Hökeflycht
- 209. Lund
- 210. Ållon Finland
- 211. Ödell eller Ödla
- 212. Lind af Hageby
- 213. Utter
- 214. Crail
- 215. Ramsay
- 216. Gyllenlood
- 217. Ekelöf
- 218. Månesköld af Norge
- 219. Grönfelt
- 220. Fitinghoff
- 221. Ankarfjell
- 222. Starck
- 223. Stråle af Sjöared
- 224. Strömfelt
- 225. Wädurhorn
- 226. Jägerhorn af Storby
- 227. Fogelhufvud
- 228. Hästesköld
- 229. Footangel
- 230. Pilefelt
- 231. Robertsson
- 232. Sölfverarm
- 233. Stårck
- 234. Törnsköld
- 235. Örnehufvud
- 236. Anrep
- 237. Patkull
- 238. Bille
- 239. Silfverpatron
- 240. Gyllensvärd
- 241. Duwall
- 242. Philp
- 243. Jordan
- 244. Skalm i Finland
- 245. Blåfield
- 246. Poitz
- 247. Bock af Bukkila
- 248. Koskull
- 249. Forbes
- 250. Lillieström
- 251. Jernlod
- 252. Silfvercrona
- 253. Pistol
- 254. Lilliecrona
- 255. Löfling
- 256. Gyllenstråle
- 257. Hästesko
- 258. Svenske
- 259. von Neüman
- 260. Dachsberg
- 261. Gyllenax
- 262. Lind i Västergötland
- 263. Planting sedermera Planting-Gyllenbåga
- 264. Silfverlood
- 265. Silfverstierna
- 266. Stålman
- 267. Garfwe
- 268. Björnsköld
- 269. Gyldenklou
- 270. Rehnskiöld
- 271. Ruuth i Västergötland
- 272. Zelow
- 273. Lilliebjelke
- 274. Ankarsköld
- 275. Boose
- 276. Grothusen
- 277. Ogilwie
- 278. Hammarstierna
- 279. Giös
- 280. De la Motte
- 281. Gyllengren
- 282. Schildt
- 283. Ikornsköld
- 284. Silfverbögel
- 285. Ekestubbe
- 286. Hästesko-Fortuna
- 287. Rosensköld
- 288. Bråkenhusen
- 289. Rosenschmidt
- 290. Appelgren
- 291. De Geer
- 292. Stålhane
- 293. Lilliebrunn
- 294. Svanfelt
- 295. Kohl
- 296. Transehe von Roseneck
- 297. Grissbach
- 298. Bergenfelt
- 299. Thomson
- 300. Björnram
- 301. Wachttorn
- 302. Hjulhammar
- 303. Blume (Blom)
- 304. Printz
- 305. Rodersköld
- 306. Hildring
- 307. Gärffelt
- 308. Irving
- 309. Årrhane
- 310. Mannerhielm
- 311. Anckarhielm
- 312. Andeflycht
- 313. Drakenberg
- 314. Reuter
- 315. Lofelt
- 316. Stormhatt
- 317. Sabelfelt
- 318. Enhörning
- 319. Blanckenfjell
- 320. Igelström
- 321. Pistolekors[3]
- 322. Rosenberg
- 323. von Schwalch
- 324. Leuhusen
- 325. Appelbom
- 326. Rosenhielm
- 327. Örneklou
- 328. Rutensköld
- 329. von Meijer
- 330. Kuhlefelt
- 331. Oljeqvist
- 332. Stiernflycht
- 333. Leijonstierna
- 334. Svärdsköld
- 335. Grubbe
- 336. Graan
- 337. Linderoth
- 338. Lindegren
- 339. Morgonstierna
- 340. Fägerskiöld
- 341. von Radeke
- 342. Strussberg
- 343. Falkengréen
- 344. Lagerfelt
- 345. Bröstfelt
- 346. Gyllenfalk
- 347. Gyllenpistol
- 348. Svanestierna
- 349. Rosenbom
- 350. Ekegren
- 351. Kugelhielm
- 352. Örnevinge
- 353. Loberg
- 354. Wärnschöld
- 355. de Laval
- 356. Wudd
- 357. Tornerefelt
- 358. Björnhufvud
- 359. Björnberg
- 360. Klingenberg
- 361. Drake af Torp och Hamra
- 362. Rossfelt
- 363. Hulshorst
- 364. Blixencron
- 365. Strömberg
- 366. Wolffensköld
- 367. Renhorn
- 368. Leijonburg
- 369. Dreffensköld
- 370. Cantersten
- 371. Palmkron
- 372. Gladtsten
- 373. Lünow
- 374. Verdelet de Fornoy
- 375. Udnie
- 376. von Ridderhusen
- 377. Silfverlåås
- 378. Silfvergren
- 379. Lindeberg
- 380. Ekehielm
- 381. Cronlood
- 382. Sass
- 383. Golawitz
- 384. Grass[4]
- 385. Silfverspåre
- 386. Brandt
- 387. Åkerfelt
- 388. Gyldenär
- 389. Bohl
- 390. Leijonram
- 391. Lagergreen
- 392. Bråkensköld
- 393. Gyllensting
- 394. von Schlangenfeldt genannt Degingk
- 395. Kempensköld
- 396. Pilegren
- 397. Svanström
- 398. Lagercrantz
- 399. Silfverax
- 400. Strusshielm
- 401. Reuterfeldt
- 402. Ramsvärd
- 403. Krakenhoff
- 404. Rosenbröijer
- 405. Hillesköld
- 406. Fahnehielm
- 407. Klöfverfelt
- 408. Danckwardt-Lillieström
- 409. Sölfvermusköt
- 410. Rutenfelt
- 411. Fritz
- 412. Lagercrantz
- 413. von Weidenhaijn
- 414. Welsk
- 415. Hufvudskått
- 416. Ollonberg
- 417. von Chemnitz
- 418. Gyllenbögel
- 419. Rosenhand
- 420. Björnefelt
- 421. Landzberg
- 422. Durell
- 423. Urqvard
- 424. Armlod
- 425. Örnstierna
- 426. Djurfelt
- 427. Lilliestierna
- 428. Wolfsberg
- 429. Skytte
- 430. Hirtenberg
- 431. Jernsköld
- 432. von Schaar
- 433. Clerck
- 434. Gyllenflög
- 435. Sparrfelt
- 436. Stierncreutz
- 437. Taubenfelt
- 438. von Faltzburg
- 439. Lindorm
- 440. Didron
- 441. Stålklinga
- 442. Clerck
- 443. Strussflycht
- 444. Sinclair
- 445. Dromund
- 446. Netherwood
- 447. Wijnbladh
- 448. Lenck
- 449. Reutercrantz
- 450. von Witten af Stensjö
- 451. Dreffenfelt
- 452. Nöding
- 453. Skalm af Karelen
- 454. Möller
- 455. von Siegroth
- 456. Aminoff
- 457. Silfversvan
- 458. Armfelt
- 459. Brandsköld
- 460. von Krusenstierna
- 461. Rosensabel
- 462. Ridderhielm
- 463. Niethoff
- 464. Tranefelt
- 465. Bär
- 466. Volland von Lande
- 467. Kuhlman
- 468. Munck (af Sommernäs)
- 469. Svärdfelt
- 470. Bilesköld
- 471. Stiernhöök
- 472. Gyldenroos
- 473. Coyet
- 474. von Wingarten
- 475. Stålhielm
- 476. Ekenberg
- 477. Bergsköld
- 478. Printzensköld
- 479. Lantzenfelt
- 480. Lilliecrantz
- 481. Willigman
- 482. Blanckenfjell
- 483. Granatenfelt
- 484. Breitholtz
- 485. Gairdner
- 486. Behmer
- 487. Reenfelt
- 488. Skyttehielm
- 489. Rosenlindt
- 490. Foratt
- 491. Kalmberg
- 492. Pistolhjelm
- 493. Örn
- 494. Croneborg
- 495. von Schrowe
- 496. Stålhammar
- 497. Lilliefelt
- 498. Hufvudsköld
- 499. Scott
- 500. Wallenstedt
- 501. Påhlman
- 502. Storckenfeldt
- 503. Kewenbrinck (Keffenbrinck von Rhene)
- 504. Gyldenstolpe
- 505. Kinnemond
- 506. von Quanten
- 507. Solenblomma
- 508. Silfwerbrand
- 509. Bergengren
- 510. Drakenhielm
- 511. Fahnesköld
- 512. von Main
- 513. Makeléer
- 514. Rithfelt
- 515. Bäfverfeldt
- 516. Lybecker
- 517. Skarpenfelt, sedermera Skarp von Felt
- 518. Harnesksköld
- 519. Trafvenfelt
- 520. Brennerfelt
- 521. Bogg
- 522. Bordon
- 523. Rothlieb
- 524. Påfvenfelt
- 525. Cederqvist
- 526. Grottenfelt
- 527. von Streitberg
- 528. von Snoilsky
- 529. Hoffstedter von Kühnberg
- 530. Rålambstierna
- 531. Drakenstierna
- 532. von Gerstenberg
- 533. Orrfelt
- 534. Chounfelt
- 535. Reuterberg
- 536. Järnefelt
- 537. Ryttersköld
- 538. de Courtin
- 539. von Hartwigk
- 540. Bohm
- 541. Sparfvenfelt
- 542. Forbes
- 543. Schillerfelt
- 544. Dusensköld
- 545. von Bönhardt
- 546. Butterlin
- 547. Axehielm
- 548. Torwigge
- 549. Lindeström
- 550. Teet
- 551. de Laignier
- 552. Skraggensköld
- 553. Sneckenfelt
- 554. von der Sund
- 555. Cabeljau
- 556. Feltberg
- 557. Teetgren
- 558. von Schröer
- 559. Pereswetoff-Morath
- 560. von Burghausen
- 561. Kleihe
- 562. Barclay
- 563. Wulfrath (von Wolffradt)
- 564. von Nieroth
- 565. Schletzer
- 566. Lilliesköld
- 567. Crantzfelt
- 568. Berling
- 569. Rosenstielke
- 570. Rosenschantz
- 571. Stiernstråle
- 572. Rennerfelt
- 573. Gyllennieroth
- 574. Ranck
- 575. Gyllenpatron
- 576. Heidensköld
- 577. Lagercrona
- 578. Lagersköld
- 579. Klöfverskjöld
- 580. Rosenflycht
- 581. Hillebrand
- 582. Lillieholm
- 583. Canterhielm
- 584. de la Chapelle
- 585. Eneskjöld
- 586. Rosenholm
- 587. Broman
- 588. von Kysel
- 589. von Kreijenfels
- 590. Strömsköld
- 591. Leijoncrona
- 592. Bosin
- 593. Lagerqvist
- 594. Norfelt
- 595. Rosencröel
- 596. von Numers
- 597. Lilliesköld
- 598. Reeth
- 599. Gyldencrantz
- 600. Rising
- 601. Uttermarck
- 602. Sylvius
- 603. Wrång
- 604. von Beijer
- 605. Palmgren
- 606. Leijonberg
- 607. Rosenfelt
- 608. Plenningsköld
- 609. Duréel
- 610. Ulfvenklou
- 611. von Qvickelberg
- 612. Wattrang
- 613. Lillieqvist
- 614. Burensköld
- 615. von Lillienhielm
- 616. von Weiker
- 617. Edenberg
- 618. Gyldenbring
- 619. von Schäwenbach
- 620. Gyllenstake
- 621. Flygge
- 622. Svanenberg
- 623. Strussköld
- 624. Påfvenhielm
- 625. Beckerfelt
- 626. Sinclair
- 627. Winter
- 628. Planting-Bergloo
- 629. Hillebard
- 630. Stöltenhielm
- 631. Tandefelt
- 632. Rundeel
- 633. Blanck
- 634. Klingebail
- 635. von Pegauberg
- 636. von Sahlfelt
- 637. Gripensperr
- 638. Ögnelood
- 639. Hjortfelt
- 640. Primeroos
- 641. Tornerefelt
- 642. von Becker
- 643. von Kaulbars
- 644. Rosendal
- 645. Möller sedermera Möllerswärd
- 646. Cronberg
- 647. Olivecrantz
- 648. Lithman
- 649. Lützow
- 650. Rosenacker
- 651. Rosenholtz
- 652. Hägerstierna
- 653. Clo
- 654. Winstrup
- 655. Gyllenadler
- 656. Siöhielm
- 657. Palmstruch
- 658. Leijoncrantz
- 659. Örnestedt
- 660. Skunck
- 661. Klingstedt
- 662. Österling
- 663. Dahlepil
- 664. Månestierna
- 665. Skytte
- 666. Du Rietz
- 667. von Liebstorff
- 668. Rosenklinga
- 669. Siölöw
- 670. Palmqvist
- 671. Enefelt
- 672. Wäsenberg
- 673. Gyllenspetz
- 674. Ulfsköld
- 675. Gyllenpamp
- 676. Kempenfelt
- 677. Appelman
- 678. Bildt
- 679. von Vegesack
- 680. von Hirscheit (von Hirschheydt)
- 681. Orcharton
- 682. Mel
- 683. Hilchen
- 684. von der Osten genannt Sacken
- 685. von Güntersberch
- 686. Stackelberg
- 687. von Post
- 688. Ulf i Finland
- 689. Brunow
- 690. Ruuth
- 691. Huggut
- 692. Sölfverlood
- 693. von Rodenburg
- 694. Rosenfelt
- 695. Brask
- 696. Nötebom
- 697. Silfverharnesk
- 698. von Wieder
- 699. Hirschenstierna
- 700. Anckarhielm
- 701. von Wallich
- 702. Prytz
- 703. Skeckta
- 704. Skogh
- 705. af Ellerntorp
- 706. Rosenmüller
- 707. Leijonfelt
- 708. Grubbenhielm
- 709. Hoghusen
- 710. Franc
- 711. Danckwardt
- 712. Kock von Crimstein
- 713. Cremer
- 714. Gyllengranat
- 715. Skutenberg
- 716. Grundel
- 717. Ekensteen
- 718. Modée
- 719. Törnecrantz
- 720. von Mentzer
- 721. von Dunten
- 722. Barck
- 723. von Essen af Zellie
- 724. von Köbberer
- 725. Fraser
- 726. Lillieberg
- 727. Gripenklo
- 728. Tawastén
- 729. von Borneman
- 730. Stropp
- 731. Tigerstierna
- 732. Adlerhielm
- 733. Lützow
- 734. Taube
- 735. von Siegroth
- 736. Mellin
- 737. de Moucheron
- 738. Andersson
- 739. Esping
- 740. Nassokin
- 741. Rigeman
- 742. von Gröninger
- 743. Crafoord
- 744. Treileben
- 745. Bruce
- 746. Reiher
- 747. Liwensten
- 748. Cronman
- 749. von Gertten
- 750. von Sternbach
- 751. Schmiedefelt
- 752. Brunell
- 753. Barnsköld
- 754. Svärdfelt
- 755. Bagghufvud (von Baggo)
- 756. Lindtman
- 757. von Lillienthal
- 758. Fechtenberg
- 759. Stiernelodh
- 760. Örnestedt
- 761. Granatenburg
- 762. Brenner
- 763. de Besche
- 764. Wagner
- 765. Charpentier
- 766. Stegman
- 767. von Greiffencrantz
- 768. Arenfelt
- 769. von der Deilen
- 770. Örnecrantz
- 771. Starenflycht
- 772. Ehrenberg
- 773. Du Rées
- 774. Neümeijer
- 775. Mannerfelt
- 776. Gyllenhammar
- 777. von Hagendorn
- 778. Leijonancker
- 779. Twengerhielm
- 780. Klingenstierna
- 781. Silfverström
- 782. Belfrage
- 783. Ehrenskiöld
- 784. Leijonhielm
- 785. Feltreuter
- 786. Cronström
- 787. von Schönfelt
- 788. Skyttenhielm
- 789. Plaan
- 790. von Böckeln
- 791. Lillieflycht
- 792. Lagerhjelm
- 793. Falkenhagen
- 794. Bergenhjelm
- 795. von Löwenburg
- 796. Thumb von Weingarten
- 797. Siöberg
- 798. Sneckensköld
- 799. Lillienhoff
- 800. Beck sedermera Beck-Friis
- 801. von Stockman
- 802. Löschern von Hertzfelt[5]
- 803. von Wedel
- 804. von Heisen
- 805. Rutencrantz
- 806. Cletzer
- 807. von Rohr
- 808. von Krefelt
- 809. Knorring
- 810. King
- 811. Zimmerman
- 812. Goës
- 813. Barneken
- 814. Gyllenhaal
- 815. Gripensköld
- 816. von Campenhausen
- 817. Tigerhielm
- 818. Reenstierna
- 819. Trotzenfelt
- 820. Gripenstierna
- 821. Douglies
- 822. von Graffenthal
- 823. Ehrencrantz
- 824. Storm
- 825. Lideman
- 826. Funck
- 827. Falkensten
- 828. Nisbeth
- 829. Wisocki-Hochmuth
- 830. von Vicken
- 831. Bennet
- 832. von der Osten genannt Sacken
- 833. Werdenhoff
- 834. Staël von Holstein
- 835. Rosenmarck
- 836. Rosenström
- 837. von Eich
- 838. Lilliering
- 839. Rehnberg
- 840. Holmer
- 841. Leijonkloo
- 842. Svanehielm
- 843. Sneckenberg
- 844. Tigerklou
- 845. Rosenhoff
- 846. Ehrenhielm
- 847. von Porten
- 848. Wattrang
- 849. Utterklo
- 850. Ahlefelt
- 851. Canterstierna
- 852. Törnhielm
- 853. von Pufendorff
- 854. Stierncrantz
- 855. Gyllencartou
- 856. Thewitz
- 857. Karlström
- 858. Stockenström
- 859. Tessin
- 860. Flygge
- 861. von Gegerfelt
- 862. Gyllenkrok
- 863. Leijonsten
- 864. Meijerfeldt
- 865. Ehrenstrahl
- 866. Cronsköld
- 867. Palmström
- 868. Adlercrona
- 869. Kanterberg
- 870. Strömberg
- 871. Ehrenklo
- 872. Rudebeck
- 873. Hägerflycht
- 874. Wernle
- 875. Gripenwaldt
- 876. Leijonberg
- 877. Ehrenskiöld
- 878. Buchner
- 879. Ehrencrona
- 880. Gyllencrona
- 881. von Campenhausen
- 882. Rothåf
- 883. von Brobergen
- 884. von Reimers
- 885. Gyllenharnesk
- 886. Lilliemarck
- 887. Fägerstierna
- 888. Lilliestierna
- 889. Furumarck
- 890. Ehrenfelt
- 891. von Ellswichshusen
- 892. Örnfelt
- 893. Reenhielm
- 894. Appelroth
- 895. Lillieborg
- 896. Cuypercrona
- 897. Anckarström sedermera Löwenström
- 898. Leuhusen
- 899. von Boij
- 900. Svanlood
- 901. Gyllenspak
- 902. Gyllenskepp
- 903. Cock
- 904. Appelberg
- 905. Gerner
- 906. Werwing
- 907. Granberg
- 908. Heidenfelt
- 909. von Rosenfeldt
- 910. Spalding
- 911. Helffreich
- 912. Apolloff
- 913. Myhr
- 914. von Jordan
- 915. Gripenflycht
- 916. Gyllencaschett
- 917. de la Grange
- 918. Adlerhoff
- 919. Gyllenståhl
- 920. Gripenmarck
- 921. Cedercrantz
- 922. Berghman
- 923. Zittelberg
- 924. Leijonsvärd
- 925. Lydinghielm
- 926. Laurin
- 927. Sparfelt
- 928. Tegensköld
- 929. Grönhagen
- 930. Jäger och von Schulzenjäger
- 931. Gripenberg
- 932. von Brömssen[6]
- 933. Tunderfelt
- 934. von Streitbach
- 935. von Preutz
- 936. Gyllenbreider
- 937. Gyllentrost
- 938. Hupenfelt
- 939. Rosbach
- 940. Troz
- 941. Gyllentorner
- 942. Ramfelt
- 943. Franc
- 944. de Besche
- 945. Pfeiff
- 946. Drakenfelt
- 947. Ankargrip
- 948. Tranefelt
- 949. Willemsens
- 950. von der Wettering
- 951. Wardlau
- 952. Ehrenflycht
- 953. Gyllenroth
- 954. Bråkensköld
- 955. Ridderberg
- 956. von Kemphen
- 957. Lauw
- 958. von Dellingshausen
- 959. Sahlefelt
- 960. Falkenhielm
- 961. Hultengren
- 962. Mannerberg
- 963. Karlström
- 964. Krabbenström
- 965. Sinclair
- 966. von Runneberg
- 967. von Hörmansfelt
- 968. Djurklow
- 969. Drommel
- 970. Smittenhielm
- 971. Kinninmundt
- 972. Fuchs von Bühlstein
- 973. Sölfverklinga
- 974. Gütrie
- 975. Specht
- 976. von Halle
- 977. Baggensköld
- 978. Örneberg
- 979. Queckfeldt
- 980. Cronacker
- 981. Gyllenstorm
- 982. Reuterhielm
- 983. Cronacker
- 984. Grubbenfelt
- 985. Ehrenfels
- 986. von Suurman
- 987. Åkerhielm
- 988. Silnecker
- 989. Billingsköld
- 990. Oldekop
- 991. Örneström
- 992. Silfverklou
- 993. Palmsköld
- 994. von Eisen
- 995. von Kothen
- 996. Granatenhielm
- 997. Bäckhusen
- 998. Brase
- 999. Losköld
- 1000. Wennerstedt
- 1001. Schmiedeberg
- 1002. Schantz
- 1003. Ehrenbusch
- 1004. Adlersten
- 1005. Trotzig
- 1006. Riddersköld
- 1007. Wulfvenstierna
- 1008. Ridderschantz
- 1009. Rosenlew (Rosenlew)
- 1010. Ehrenkrook
- 1011. Lagercrantz
- 1012. Silfvercrantz
- 1013. Franc
- 1014. Myrtengren
- 1015. Lithman
- 1016. Planting-Bergloo
- 1017. Leijonwall
- 1018. Gyllenspång
- 1019. Güntherfelt
- 1020. von Grotjohan
- 1021. Klinckow von Friedenschildt
- 1022. Hilletan
- 1023. Gyllenpalm
- 1024. Nohlanvähr
- 1025. Pistolskiöld
- 1026. Hougenfelt
- 1027. von Rothausen
- 1028. Drakensköld
- 1029. Gripendahl
- 1030. Gyllenberg
- 1031. von Weissenfels
- 1032. Grotenfelt
- 1033. Hammarhjelm
- 1034. Wallenstierna
- 1035. Wästfelt
- 1036. Travenhielm
- 1037. von Franck
- 1038. Bogeman
- 1039. Stiernhoff
- 1040. von Schwartzenhoff
- 1041. Adlersköld
- 1042. Nyberg
- 1043. von Gisler
- 1044. Witting
- 1045. Ehrenstierna
- 1046. Furubom
- 1047. Sternburg
- 1048. Tersér el Terschère
- 1049. von Öller
- 1050. Lilliegren
- 1051. Törnefelt
- 1052. Schönberg
- 1053. Hammarberg
- 1054. Billingberg
- 1055. Bråkenhielm
- 1056. Schönström
- 1057. Weinholtz
- 1058. Piper
- 1059. von Strokirch
- 1060. von Gerdes
- 1061. Adlerberg
- 1062. Cederström
- 1063. Cederberg
- 1064. Örnhjelm
- 1065. Leijonström
- 1066. Sneckenberg
- 1067. von Lissenhaim
- 1068. Hammarström
- 1069. Ruuth
- 1070. von der Lieth
- 1071. Wetzler
- 1072. von Pfuel
- 1073. Silfverskiöld
- 1074. von Daden
- 1075. Reutervall
- 1076. Lagerstierna
- 1077. Reutermarck
- 1078. von Bildsten
- 1079. Freijbourg
- 1080. von Schattau
- 1081. Roxendorff
- 1082. Strokirch
- 1083. Mannerstedt
- 1084. von Grooth
- 1085. Schmedeman
- 1086. Hackersköld
- 1087. Tigerschiöld
- 1088. Leijonflycht
- 1089. Wiederholt von Weidenhofen
- 1090. Grönhjelm
- 1091. Braun
- 1092. Leijonmarck
- 1093. von Stegling
- 1094. Ringstedt
- 1095. Königsfelt
- 1096. von Trautwetter
- 1097. Stiernborg
- 1098. Lindelöf
- 1099. Starensköld
- 1100. Jägerskiöld
- 1101. Ankarklo
- 1102. Freidenfelt
- 1103. Lorfvensköld
- 1104. Cronstedt
- 1105. Ankarfelt
- 1106. Leijonhoff
- 1107. Tawaststjerna
- 1108. Lindcrantz
- 1109. Ehrenborg
- 1110. Nordenhielm
- 1111. Sölfverberg
- 1112. Lagerberg
- 1113. Treffenberg
- 1114. Palmfelt
- 1115. Gyllenhöök
- 1116. Gyllenstedt
- 1117. Cederschiöld
- 1118. Leijondahl
- 1119. Gripenklo
- 1120. Fabritius
- 1121. Hökensköld
- 1122. Offerman el von Opfern
- 1123. Ehrnrooth
- 1124. Ehrenankar
- 1125. Caméen
- 1126. von Schmieden
- 1127. von Walter och Winblad von Walter
- 1128. Gyldenboij
- 1129. Edelfelt
- 1130. Mörling
- 1131. Adlerström
- 1132. Snack
- 1133. von Fleissner
- 1134. von Maschkow
- 1135. von Wilckenschildt
- 1136. de Corroset
- 1137. Riddermarck
- 1138. Sparrin
- 1139. Sackensköld
- 1140. Ankarstråle
- 1141. Lagermarck
- 1142. Ankarstierna
- 1143. Ankarstierna
- 1144. Ankarcrantz
- 1145. Ankarcreutz
- 1146. Blomensköld
- 1147. Wernfelt
- 1148. von Ehrenthal
- 1149. Hjärne
- 1150. Schulte von Ritterfelt
- 1151. von Meijerhelm
- 1152. Cederstierna
- 1153. Lilliesvärd
- 1154. Ridderkorp
- 1155. Tungelfelt o Wolberg von Tungelfelt
- 1156. Gyllenström
- 1157. Arensköld
- 1158. Adlerborg
- 1159. Ridderstierna
- 1160. Höökenberg
- 1161. Rahnhielm
- 1162. Hogg
- 1163. Pahl
- 1164. von Meurman
- 1165. Brehmer
- 1166. Broman
- 1167. Strömner
- 1168. Fredenhielm
- 1169. von Bilang
- 1170. Stiernström
- 1171. Lilliegranat
- 1172. Lohreman
- 1173. Leijonbielke
- 1174. Bock från Lahmes[2]
- 1175. Lagerblad
- 1176. Leijonflycht
- 1177. Greiffenschütz
- 1178. Gyllenschmidt
- 1179. Granfeldt från Dal
- 1180. Falkenfelt
- 1181. Kirstein
- 1182. Rydingstierna
- 1183. Klintenhielm
- 1184. Stiernberg
- 1185. Krebs
- 1186. von Westphal
- 1187. Haij
- 1188. Leijonsparre
- 1189. Blix
- 1190. Adlerstierna
- 1191. Ankarloo
- 1192. Ehrenstedt
- 1193. Adlercrantz
- 1194. Wallrawe
- 1195. Sparrsköld
- 1196. Bäärnhielm
- 1197. Mannerstierna
- 1198. Cedercrona
- 1199. Simmingsköld
- 1200. von Scheffer
- 1201. Westenhielm
- 1202. Canonhielm
- 1203. von Berco
- 1204. Wallenhielm
- 1205. von Weinberg
- 1206. von Bysing
- 1207. Gyllensköld
- 1208. Ridderstorm
- 1209. Mannerburg
- 1210. Reuterswärd
- 1211. Elfvencrona
- 1212. Lilliengrip
- 1213. Hägerfelt
- 1214. Silnecker
- 1215. Polchow
- 1216. Steb
- 1217. Godenhielm
- 1218. Reuterholm
- 1219. Elfving
- 1220. Riddersvärd
- 1221. Cronmarck
- 1222. Linroth
- 1223. Adlerstedt
- 1224. Westersköld
- 1225. Ehrenstolpe
- 1226. Gripenstedt
- 1227. Tigerstedt
- 1228. Lagerström
- 1229. Lagerbom
- 1230. Spofvenhielm
- 1231. Feltstierna
- 1232. Ridderström
- 1233. von Strokirch
- 1234. Adlerflycht
- 1235. von Berchner
- 1236. Karlsteen
- 1237. von der Wolffesburg
- 1238. Schmidt
- 1239. Manderstierna
- 1240. Gyllenholm
- 1241. Palmcrantz
- 1242. Ehrenström
- 1243. Utterhielm
- 1244. Stiernklo
- 1245. de la Grange
- 1246. Palmstierna
- 1247. Lindeblad
- 1248. Leijonstråle
- 1249. Osenhjelm
- 1250. Stierneroos
- 1251. von Lusten
- 1252. von Rudbeck
- 1253. de Besche
- 1254. Tollerhielm
- 1255. von Schantz
- 1256. de Behm
- 1257. Eding
- 1258. Heerdhielm
- 1259. Grubbensköld
- 1260. Mannerheim
- 1261. Ehrenmarck
- 1262. Adlerklo
- 1263. Lillieblad
- 1264. Svansköld
- 1265. Gerdes
- 1266. Lillienstrahl
- 1267. Rotenburg
- 1268. von Löwenstern
- 1269. Prytz
- 1270. Hallenstedt
- 1271. Tranhielm
- 1272. Adlerfelt
- 1273. Peringskiöld
- 1274. Wattrang
- 1275. Enhielm
- 1276. von Köhnnigstedt
- 1277. Blixenstierna
- 1278. Wohlberg
- 1279. Pihlcrantz
- 1280. Frölich
- 1281. von Wedderkop
- 1282. Gersdorff[7]
- 1283. von Stefken
- 1284. Rappe
- 1285. Wadenfelt
- 1286. von Kochen
- 1287. Schauman
- 1288. Iserhielm
- 1289. von Heinen
- 1290. Franckenhielm
- 1291. Granatenflycht
- 1292. von Braunjohan
- 1293. Transchiöld
- 1294. Langenhielm
- 1295. Girsström
- 1296. von Burman
- 1297. von Spången
- 1298. Bergengren
- 1299. de la Vallée
- 1300. de Besche
- 1301. von Kathen
- 1302. Lohielm
- 1303. Siöstierna
- 1304. Kuylenstierna
- 1305. Wallensteen
- 1306. Söderhielm
- 1307. Sperreuter
- 1308. Brehmsköld
- 1309. Nordsköld
- 1310. Gyllenskog
- 1311. Gyllenflycht
- 1312. Brunsköld
- 1313. Ehrenpreus
- 1314. Weidenhielm
- 1315. Leijonstolpe
- 1316. Tranhielm
- 1317. Ahlehielm
- 1318. Stierneld
- 1319. Tharmoth
- 1320. Gyllenfelt
- 1321. Hellenstierna
- 1322. Broméen
- 1323. Stiernanckar
- 1324. Falkenklo
- 1325. Flintsten
- 1326. von Schmitt
- 1327. von Linde
- 1328. Streithammel
- 1329. Ehrenbielke
- 1330. Rosentwist
- 1331. Kuhlhielm
- 1332. Hasselbom
- 1333. Leijongren
- 1334. Ridderfelt
- 1335. Leijoncreutz
- 1336. Cederborg
- 1337. Ridderbjelke
- 1338. Ruschenfelt
- 1339. Ehrencreutz
- 1340. von Dobrokowsky
- 1341. Engelcrona
- 1342. Söderhielm
- 1343. von Gavel
- 1344. von Borgen
- 1345. Königsheim
- 1346. von Maneken
- 1347. Stiernstolpe
- 1348. Blomström
- 1349. Hägerhjelm
- 1350. von Engelbrechten
- 1351. Muhl
- 1352. Bongenhielm
- 1353. Rosenstedt
- 1354. Ehrenman
- 1355. Tessmar
- 1356. Törnflycht
- 1357. Hildebrand
- 1358. Lagerstedt
- 1359. Stierndahl
- 1360. Parmand
- 1361. Kalling
- 1362. Odelstierna
- 1363. Göthe
- 1364. Ljungfelt
- 1365. von Brandt
- 1366. Rudbeck
- 1367. Brommenstedt
- 1368. Riddercrantz
- 1369. Kreij
- 1370. Stiernblad
- 1371. Hårleman
- 1372. Silfverstråle
- 1373. Dannerhielm
- 1374. Stiernadler
- 1375. de Frietzcky
- 1376. von Brandten
- 1377. Stiernmarck
- 1378. Lagerbielke
- 1379. Lilliecreutz
- 1380. Starckhufvud
- 1381. von Porat
- 1382. Clerck
- 1383. Daurer
- 1384. Stierncrona
- 1385. Lillienadler
- 1386. Adlercreutz
- 1387. Wadenstierna
- 1388. Ehrenspetz
- 1389. Lohe
- 1390. Lagerkrook
- 1391. Hermelin
- 1392. Manderström
- 1393. Wingeflycht
- 1394. Hermann
- 1395. Greiffenheim
- 1396. Wattrang
- 1397. von Staude
- 1398. Sodenstierna
- 1399. von Göeding
- 1400. Hjelmborg
- 1401. Cronfelt
- 1402. Bethun
- 1403. Caménhielm
- 1404. Cederstedt
- 1405. Feif
- 1406. Roxendorff
- 1407. Zülich
- 1408. von Löwenheim
- 1409. Adlermarck
- 1410. Eksköld
- 1411. Lagerflycht
- 1412. Danckwardt
- 1413. Råfelt
- 1414. von Höpken
- 1415. Klinckowström
- 1416. von Graman[8]
- 1417. Ehrenhoff
- 1418. Ädelberg
- 1419. Törne
- 1420. Rothlöben
- 1421. Insenstierna
- 1422. Knipercrona
- 1423. Tisensten
- 1424. Wennerstierna
- 1425. von Brunner
- 1426. von Ertman
- 1427. Treffenhielm
- 1428. Ridderborg
- 1429. Skraggensköld
- 1430. Gyllengahm
- 1431. Lillienberg
- 1432. Stiernschantz
- 1433. von Hoffdahl
- 1434. Gyllenbjelke
- 1435. Hammarfelt
- 1436. Gadde
- 1437. Zeedtz
- 1438. Stralenberg
- 1439. Stobée
- 1440. von Reuterholm
- 1441. Adelstierna
- 1442. Ekfelt
- 1443. Törnstierna
- 1444. von Neügebauer
- 1445. Lybecker
- 1446. Giertta
- 1447. Mannercrantz
- 1448. Bunge
- 1449. von Dahlheim
- 1450. Odelström
- 1451. Gripenborg
- 1452. Hjelmberg
- 1453. Baas
- 1454. Loos
- 1455. Kijl
- 1456. Lillienstam
- 1457. Wachschlager
- 1458. Keder
- 1459. Rudenhielm
- 1460. von Soldan
- 1461. von Eccard
- 1462. Skutenhielm
- 1463. von Baumgarten
- 1464. Brenner
- 1465. von Unge
- 1466. Bilberg
- 1467. Hederhielm
- 1468. Stedt
- 1469. Adelcrantz
- 1470. Henck
- 1471. Rydingsvärd
- 1472. de Briant
- 1473. von Stade
- 1474. Schenfelt
- 1475. Högger
- 1476. Riben
- 1477. Jegerhjelm
- 1478. von Burguer
- 1479. Ulfhielm
- 1480. Ridderstråle
- 1481. König
- 1482. von Hylteen
- 1483. Bousquet
- 1484. Enanderhielm
- 1485. Cederholm
- 1486. Sandberg
- 1487. Hoffman
- 1488. Rosenborg
- 1489. Rutensparre
- 1490. Brauner
- 1491. von Lindeblad
- 1492. Ridderstolpe
- 1493. Zander
- 1494. Schmoll
- 1495. Strömstierna
- 1496. Gathenhielm
- 1497. Riddergroll
- 1498. von Roepsdorff
- 1499. Lagercreutz
- 1500. Hjelmstierna
- 1501. Göthenstierna
- 1502. von Utfall
- 1503. von Bruse
- 1504. Stenflycht
- 1505. von Seth
- 1506. Stierngranat
- 1507. de Silentz
- 1508. Tham
- 1509. von Utfall
- 1510. Maull
- 1511. Cedersparre
- 1512. Fixenhielm
- 1513. Frisenheim
- 1514. Polhem
- 1515. Ehrenbill
- 1516. Gyllenschruf
- 1517. Linnerhielm
- 1518. von Witten
- 1519. von Döbeln
- 1520. Bergenstierna
- 1521. Jerlström
- 1522. Ratzwill
- 1523. Lindenstedt
- 1524. Lindsfelt
- 1525. von Tholijn
- 1526. Simzon
- 1527. Blosenhielm
- 1528. Gyllenram
- 1529. von Schulzenhielm
- 1530. Ridderheim
- 1531. Leijel
- 1532. Leijel
- 1533. Leijel
- 1534. Ankarcrona
- 1535. Fröberg (adelsätt)
- 1536. von Hegardt
- 1537. Fägerhierta
- 1538. Falker
- 1539. Götherhielm
- 1540. Heldenhielm
- 1541. von Bocken
- 1542. Ehrensvärd
- 1543. Hederstierna
- 1544. Wagner
- 1545. von Reichenbach
- 1546. Wilsdorff
- 1547. von Greiff
- 1548. Hertz
- 1549. Möllerstierna
- 1550. Leijonbrinck
- 1551. von Wallvijk
- 1552. Palmhielm
- 1553. Hoffenstierna
- 1554. von Flygarell
- 1555. Dahlfelt
- 1556. Lilliestruss
- 1557. Drufva
- 1558. Starenfelt
- 1559. Palmencrona
- 1560. Celsing
- 1561. Fehman
- 1562. Cederbielke
- 1563. Cederstråhle
- 1564. Segerberg
- 1565. Cedermarck
- 1566. Kröningssvärd
- 1567. Tigerström
- 1568. de Frumerie
- 1569. Silfvercreutz
- 1570. Borg
- 1571. Litheim
- 1572. Thimerhielm
- 1573. Linnercrantz
- 1574. Wetterstierna
- 1575. von Otter
- 1576. Ladau
- 1577. Zengerlein
- 1578. Rosenadler
- 1579. Lindencrona
- 1580. von Carlsson
- 1581. Boneauschiöld
- 1582. Steuch
- 1583. Rudenschöld
- 1584. Mannercrona
- 1585. Blomfelt
- 1586. Raab
- 1587. von Seulenberg
- 1588. Rittercrantz
- 1589. Rosensparre
- 1590. von Gardemein
- 1591. Segersköld
- 1592. Lannerstierna
- 1593. Voltemat
- 1594. von Heijne
- 1595. Segerfelt
- 1596. von Bradke
- 1597. Friedenreich
- 1598. Swedenborg
- 1599. Ehrenlund
- 1600. Braunerhielm
- 1601. Cederfelt
- 1602. Gyllenbååt
- 1603. von Block
- 1604. Panso
- 1605. Palmcreutz
- 1606. Flach
- 1607. Meldercreutz
- 1608. Nordenstråle
- 1609. Uggelklo
- 1610. Adelhielm
- 1611. Dreffling
- 1612. Grundelstierna
- 1613. Gripenschütz
- 1614. von Roland
- 1615. Svedenheim
- 1616. Tilas
- 1617. Bergenadler
- 1618. Elgenstierna
- 1619. Dimborg
- 1620. Lagerborg
- 1621. von Lietzen
- 1622. Rosenstolpe
- 1623. Plantenstedt
- 1624. Bielkenhielm
- 1625. Ehrenadler
- 1626. Olivecrona
- 1627. Blixenstråle
- 1628. Benzelstierna
- 1629. Wulfcrona
- 1630. Lagerstolpe
- 1631. Svab
- 1632. Adlerheim
- 1633. Lindcreutz
- 1634. Hedersköld
- 1635. Adlerbaum
- 1636. Reuterskiöld
- 1637. Rudbeck
- 1638. von Strömborg
- 1639. von Sallern
- 1640. Cederflycht
- 1641. Silfverstedt
- 1642. Ridderstad
- 1643. Örncrona
- 1644. Löth-Örnsköld
- 1645. Strömhielm
- 1646. Stiernheim
- 1647. Borgenstierna
- 1648. von Bahr
- 1649. Segercrona
- 1650. von Segerdahl
- 1651. Schmilinsky
- 1652. Kunckel
- 1653. Reenstråle
- 1654. Pihlhielm
- 1655. Tornérhielm
- 1656. von Hökerstedt
- 1657. von Reichel
- 1658. Törnecreutz
- 1659. Svedenstierna
- 1660. Löweneck
- 1661. Carlheim (sedermera Carlheim-Gyllensköld
- 1662. Nordenfelt
- 1663. Möhlman
- 1664. Glansenstierna
- 1665. Lundeblad
- 1666. von Ebbertz
- 1667. Leijonadler
- 1668. Winter
- 1669. Hempel
- 1670. von Henel
- 1671. Lilliehorn
- 1672. Sternleuw
- 1673. von Ehrenclou
- 1674. Klingfelt
- 1675. Adlerbielke
- 1676. Jernfeltz
- 1677. Braunersköld
- 1678. Estenberg
- 1679. Stierncrona af Söderby
- 1680. Riddercrona
- 1681. Ehrenfalck
- 1682. Ehrenstam
- 1683. Lostierna
- 1684. von Goltz
- 1685. Rosengrip
- 1686. Wagenfelt
- 1687. Lundenstierna
- 1688. Cederstolpe
- 1689. Hoenstierna
- 1690. Riddercreutz
- 1691. von Castanie
- 1692. Östner
- 1693. Köppen
- 1694. Ehrensparre
- 1695. Cronsparre
- 1696. Bergenstråhle
- 1697. Nordencreutz
- 1698. Ehrenpåle
- 1699. Nordenheim
- 1700. Lindestolpe
- 1701. Ekenstierna
- 1702. Törnebladh
- 1703. Blomcreutz
- 1704. Arenhielm
- 1705. Ekesparre
- 1706. Silfverskog
- 1707. Adelswärd
- 1708. von Walden
- 1709. Sandelhielm
- 1710. von Gedda
- 1711. Dryssel
- 1712. von Nackreij
- 1713. von Boisman
- 1714. von Björnbourg
- 1715. Stenholm
- 1716. von Drake
- 1717. Fägerstråle
- 1718. Dalman
- 1719. Dagström
- 1720. Adlerfors
- 1721. Ingelotz
- 1722. von Wulffschmidt
- 1723. Günther
- 1724. Schulzendorff
- 1725. von Christiersson
- 1726. Marcks von Würtemberg
- 1727. von Burguer
- 1728. von Walcker
- 1729. Standaerhielm
- 1730. Weili
- 1731. von Scharin
- 1732. Adlerbeth
- 1733. von Bratt
- 1734. Gyllenecker
- 1735. von Caméen
- 1736. Hallenborg
- 1737. Bungencrona
- 1738. Kalitin
- 1739. Löwe (Löwen)
- 1740. Sprengtport
- 1741. Wolffelt[9]
- 1742. von Schwartzer
- 1743. von Wachenfeldt
- 1744. Wendel
- 1745. von Conowen
- 1746. Brunhielm
- 1747. Wigelstierna
- 1748. Reuterstierna
- 1749. von Ehrenheim
- 1750. Hjelm
- 1751. Svedenhielm
- 1752. von Olthoff
- 1753. Hedenstierna
- 1754. Segerstierna
- 1755. von Scheven
- 1756. Preis
- 1757. Tallberg
- 1758. Löwenhult
- 1759. Ehrenmalm
- 1760. Reutercrona
- 1761. Strålenhielm
- 1762. Ehrenfelt
- 1763. Grüner
- 1764. Browald
- 1765. Adlerstråhle
- 1766. Segercrantz (sedermera Segercrantz af Såtevalla)
- 1767. Wallrawe
- 1768. Schmiterlöw
- 1769. Marschalck
- 1770. Wrangel af Sauss
- 1771. von Dellwig
- 1772. Brummer
- 1773. Rubzoff
- 1774. Berch
- 1775. von Schwerin af Spantekow
- 1776. von Drachstedt
- 1777. Toll
- 1778. Meck (adelsätt)
- 1779. von Blixen
- 1780. von Bauman
- 1781. von Rehausen
- 1782. Gyllenqvist
- 1783. von Borneman
- 1784. von Drenteln
- 1785. von Düben
- 1786. Blomstedt
- 1787. von Yhlen
- 1788. Psilanderhielm
- 1789. Ridderhierta
- 1790. von Rosen
- 1791. Löwenhielm
- 1792. von Issendorff
- 1793. von Bromell
- 1794. von Hofsten
- 1795. Caménsköld
- 1796. Munsterhjelm
- 1797. von Törne
- 1798. Bruncrona
- 1799. von Scholten
- 1800. Fredenstierna
- 1801. Riddersven
- 1802. Hasenkampff
- 1803. von Baltzar
- 1804. Nordenborg
- 1805. Stiernspetz
- 1806. von Nolcken[3]
- 1807. von Schwerin af Grellenberg
- 1808. Wiebel
- 1809. von Freudenberg
- 1810. Stjernvall
- 1811. von Westerling
- 1812. Lindheim
- 1813. von Dittmer
- 1814. Nordenadler
- 1815. Nordenflycht
- 1816. Adlerstolpe
- 1817. Abrahamsson
- 1818. Bildensköld
- 1819. Stiernsparre
- 1820. Harenc
- 1821. von Cron
- 1822. Rühl
- 1823. Brandholtz
- 1824. von Törne
- 1825. Nordensvärd
- 1826. Franckenheim
- 1827. Strömcrona
- 1828. Cronhawen
- 1829. Dahlcrona
- 1830. von Schoting
- 1831. Ridderhof
- 1832. von Lang
- 1833. Klick[10]
- 1834. von Willebrand
- 1835. Törnrose
- 1836. von Korbmacher
- 1837. von Brehmer
- 1838. Kloo
- 1839. Ridderboll
- 1840. Trollenfelt
- 1841. von Heland
- 1842. Edenhielm
- 1843. von Buddenbrock
- 1844. von Nerès
- 1845. Hastfer
- 1846. Fock
- 1847. Maydell
- 1848. Virgin
- 1849. von Saltza
- 1850. Wrangel af Sage och Waschel
- 1851. Barohn
- 1852. von Segebaden
- 1853. Hertell
- 1854. von Böhnen
- 1855. Brummer
- 1856. de Frese
- 1857. von Törne
- 1858. von Engelhardt
- 1859. Wrangel af Fall
- 1860. von Lantingshausen[11]
- 1861. von Hartmansdorff
- 1862. Ridderstedt
- 1863. von Marqvard
- 1864. Dahlstierna
- 1865. Löwenfels
- 1866. von Ganschou
- 1867. Stenfelt
- 1868. Morman
- 1869. von Stauden
- 1870. von Rappolt
- 1871. Ehrenpohl
- 1872. Wallencrona
- 1873. von Morian
- 1874. Jennings
- 1875. von Lingen
- 1876. Möllerheim
- 1877. Carleson
- 1878. Malmerfelt
- 1879. Rosenstam
- 1880. von Hauswolff
- 1881. Cronsvärd
- 1882. von Stenhagen
- 1883. Linderstedt
- 1884. Hummelhielm
- 1885. Arnell
- 1886. Adelheim
- 1887. Gerdesköld
- 1888. Wefverstedt
- 1889. Vult von Steijern
- 1890. Carlsköld
- 1891. Nordencrantz
- 1892. Löfvenskjöld
- 1893. von Stiernman
- 1894. von Blessingh
- 1895. von Kemna
- 1896. von Hermansson
- 1897. von Plessen
- 1898. Cunninghame
- 1899. Piper
- 1900. Ehrenschantz
- 1901. Olivecreutz
- 1902. Beijerhjelm
- 1903. von Rajalin
- 1904. Wallén
- 1905. von Rosen
- 1906. Engelcrantz
- 1907. Mannerhierta
- 1908. von Benning
- 1909. Zöge von Manteuffel
- 1910. Horn af Rantzien
- 1911. Psilanderskjöld
- 1912. Nordenskiöld
- 1913. von Eggers
- 1914. von der Lieth
- 1915. Pechlin
- 1916. von Rädeken
- 1917. Berg von Linde
- 1918. von Strussenfelt
- 1919. von Essen
- 1920. von Fieandt
- 1921. de Carnall
- 1922. von Platen
- 1923. Ridderstam
- 1924. von Qvillfelt
- 1925. Ehrengranat
- 1926. Stålsvärd
- 1927. Hårleman
- 1928. Hercules
- 1929. von Björnmarck
- 1930. Wahlfelt
- 1931. von Eckstedt
- 1932. von Oldenskiöld
- 1933. Lagersvärd
- 1934. Kanefehr
- 1935. von Haren
- 1936. von Stockenström
- 1937. Rückersköld
- 1938. Alströmer
- 1939. Silfverstolpe
- 1940. Tersmeden
- 1941. von Schaeij
- 1942. von Hagelberg
- 1943. Bergenskjöld
- 1944. von Svab
- 1945. von Dalin
- 1946. von Östfelt
- 1947. Odencrants
- 1948. von Engeström
- 1949. von Kiörning
- 1950. Nordenstam
- 1951. von Aulæwill
- 1952. von Plomgren
- 1953. von Schening
- 1954. de Bruce
- 1955. von Oelreich
- 1956. Clementeoff
- 1957. von Essen
- 1958. von Stahlen
- 1959. von Kræmer
- 1960. Montgomery
- 1961. Ehrenstråhle
- 1962. von Göben
- 1963. von Matérn
- 1964. Pinello
- 1965. Ankarcrona
- 1966. von Holmer
- 1967. Rosencrantz
- 1968. Finlaij
- 1969. Gyllensvaan
- 1970. Schedvin
- 1971. Rosir
- 1972. Mackenzie af Macleod
- 1973. Segercrantz
- 1974. Granfelt
- 1975. Scheffer
- 1976. von Knorring
- 1977. Freijtag
- 1978. Paijkull
- 1979. Brakel
- 1980. Fredenheim
- 1981. Nordenstolpe
- 1982. Wallencreutz
- 1983. Heijkenskjöld
- 1984. Schützercrantz
- 1985. Nordenankar
- 1986. Spaldencreutz
- 1987. Lilliestråle
- 1988. Adlersparre
- 1989. le Febure
- 1990. Ferrner
- 1991. Skiöldebrand
- 1992. Lagerstråle
- 1993. Gripenbjelke
- 1994. Lillienanckar
- 1995. af Bjerkén
- 1996. af Palén
- 1997. Grewesmöhlen
- 1998. Schröderstierna
- 1999. Falkenstedt
- 2000. Adlerwaldt
- 2001. af Sillén
- 2002. Hisinger
- 2003. af Malmsten
- 2004. von Schulzenheim
- 2005. Gripenstråle
- 2006. Sandels
- 2007. Sköldarm
- 2008. af Stenhoff
- 2009. af Söderling
- 2010. af Geijerstam
- 2011. Liljencrantz
- 2012. Hiort af Ornäs
- 2013. Rosenblad
- 2014. Harmensen
- 2015. Gyllenstam
- 2016. Hallencreutz
- 2017. Björnstjerna
- 2018. af Forselles
- 2019. af Wanoch
- 2020. Conradi
- 2021. Hertzenhielm
- 2022. von Axelson
- 2023. Kjerrmansköld
- 2024. Stiernstam
- 2025. von Heidenstam
- 2026. af Sotberg
- 2027. Sernsköld
- 2028. Lütkeman
- 2029. Adelsköld
- 2030. von Deutschlender
- 2031. von Ziegler
- 2032. von Liphardt
- 2033. Balguerie
- 2034. Adlerbrant
- 2035. Cederbaum
- 2036. von Stapelmohr
- 2037. Wallenstråle
- 2038. von Lagerlöf
- 2039. von Troil
- 2040. Sanderskiöld
- 2041. von Celse
- 2042. Cederstam
- 2043. Ihre
- 2044. von Linné
- 2045. von Rosenheim
- 2046. Schröderheim
- 2047. Rönnow
- 2048. von Stierneman
- 2049. Noringer
- 2050. von Reiser
- 2051. Furuhjelm
- 2052. Hultenheim
- 2053. Stjernswärd
- 2054. von Arbin
- 2055. Rosén von Rosenstein
- 2056. af Botin
- 2057. Adlerstam
- 2058. af Grubbens
- 2059. von Schéele
- 2060. Wettercrona
- 2061. Lagerbring
- 2062. af Dittmer
- 2063. Nordenfalk
- 2064. af Winklerfelt
- 2065. Fredensköld
- 2066. Hedersvärd
- 2067. Crusenstolpe
- 2068. af Darelli
- 2069. Mannerstråle
- 2070. Plommenfelt
- 2071. af Petersens
- 2072. Malmsköld
- 2073. Pollet
- 2074. Kjerrulf von Wolffen
- 2075. af Huss
- 2076. Hederstam
- 2077. von Wright
- 2078. Toll
- 2079. Almfelt
- 2080. von Konow
- 2081. Langenskiöld
- 2082. Mannerskantz
- 2083. von Born
- 2084. af Alnord
- 2085. von Köhler[11]
- 2086. Ribben
- 2087. Salsvärd
- 2088. af Chapman
- 2089. af Enehielm
- 2090. Adelborg
- 2091. von Zansen
- 2092. Wrangel
- 2093. af Wetterstedt
- 2094. af Sandeberg
- 2095. Ehrenpalm
- 2096. von Röök
- 2097. von Francken
- 2098. Elfcrona
- 2099. von Kruus
- 2100. Segerstråle
- 2101. Hisingsköld
- 2102. Huusgafvel
- 2103. Baer
- 2104. Holmcreutz
- 2105. af Trolle
- 2106. Faxell
- 2107. Gustafschöld
- 2108. af Donner
- 2109. Anckarsvärd
- 2110. Printzenstierna
- 2111. af Ugglas
- 2112. Sjöholm
- 2113. Reuterstam
- 2114. Nordenswan
- 2115. Stiernefelt
- 2116. Bergenkloot
- 2117. af Thunberg
- 2118. Lagerheim
- 2119. Melanderhielm
- 2120. Nauckhoff
- 2121. von Jacobsson
- 2122. Lillienheim
- 2123. Sebalt
- 2124. Zibet
- 2125. von Hintzenstern
- 2126. Standertskjöld
- 2127. Segerheim
- 2128. von Platen
- 2129. af Låstbom
- 2130. af Acrel
- 2131. Orrsköld
- 2132. af Klercker
- 2133. de Bedoire
- 2134. Printzsköld
- 2135. Maule
- 2136. de Peijron
- 2137. von Carisien
- 2138. Rosenschütz
- 2139. Seton
- 2140. Anckarheim
- 2141. von Moltzer
- 2142. Liljensparre
- 2143. Stiernecreutz
- 2144. Rosensvärd
- 2145. af Nordin
- 2146. Bergencreutz
- 2147. af Cristiernin
- 2148. Risellschöld
- 2149. Krabbe
- 2150. von Hohenhausen
- 2151. Liljenstolpe
- 2152. af Uhr
- 2153. Edelcrantz
- 2154. Bérard
- 2155. Holmberg de Beckfelt
- 2156. Burenstam
- 2157. af Hasselgren
- 2158. von Tetzloff
- 2159. af Wingård
- 2160. Munck af Rosenschöld
- 2161. af Zellén
- 2162. af Flodin
- 2163. von Asp
- 2164. Wallquist
- 2165. Nordenstierna
- 2166. Dahlesköld
- 2167. af Puke
- 2168. Gedda
- 2169. von Stedingk
- 2170. Lidströmer
- 2171. Mouradgea d'Ohsson
- 2172. Lorichs
- 2173. af Schenbom
- 2174. von Langen
- 2175. von Sticht
- 2176. Lindersköld
- 2177. af Håkansson
- 2178. Edelsvärd
- 2179. Wärnhjelm
- 2180. Ankarsparre
- 2181. af Segerström
- 2182. Mannerstam
- 2183. Gripensvärd
- 2184. af Tibell
- 2185. af Klint
- 2186. von Wahrendorff
- 2187. von Kosboth
- 2188. af Klinteberg
- 2189. af Melin
- 2190. Helvig
- 2191. Edelcreutz
- 2192. Broberger
- 2193. Åkerstein
- 2194. Brändström
- 2195. Edelstam
- 2196. Wasastjerna
- 2197. af Strübing
- 2198. Löwenborg
- 2199. Bergstedt
- 2200. Hallenstjerna
- 2201. Schürer von Waldheim
- 2202. Möllerhjelm
- 2203. Zacco
- 2204. Gahn af Colquhoun
- 2205. Battram
- 2206. af Schultén
- 2207. af Leopold
- 2208. von Brinkman
- 2209. af Harmens
- 2210. af Lehnberg
- 2211. Börtzell
- 2212. Nordenbjelke
- 2213. Sergel (ätt)
- 2214. Haak
- 2215. af Agardh
- 2216. Murray
- 2217. Dardel
- 2218. von Weigel
- 2219. Rothoff
- 2220. af Ekenstam
- 2221. af Wirsén
- 2222. Wirsén
- 2223. Kantzow
- 2224. Palmsvärd
- 2225. Sylvander
- 2226. von Stedingk
- 2227. d'Orchimont
- 2228. von Breda
- 2229. af Ekstedt
- 2230. Hagströmer
- 2231. af Burén
- 2232. Fredenstam
- 2233. Ekorn
- 2234. Holmstedt
- 2235. von Cardell
- 2236. af Schmidt
- 2237. Palin
- 2238. Tegmansköld
- 2239. von der Lancken von Wackenitz
- 2240. von Afzelius
- 2241. Clairfelt
- 2242. von Rosén
- 2243. Hadorph
- 2244. von Koch
- 2245. von Hedenberg
- 2246. von Stahl
- 2247. von Schulzen
- 2248. af Forsell
- 2249. Qviding
- 2250. Brandel
- 2251. af Brinkman
- 2252. Dorchimont
- 2253. von Holst
- 2254. af Malmborg
- 2255. af Pontin
- 2256. von Geijer
- 2257. Nordewall
- 2258. af Georgii
- 2259. af Wåhlberg
- 2260. af Kullberg
- 2261. af Borneman
- 2262. Hegardt
- 2263. von Lindecreutz
- 2264. von Schinkel
- 2265. af Robson
- 2266. Hochschild
- 2267. Edelcrona
- 2268. af Wannquist
- 2269. Björkenstam
- 2270. Hagelstam
- 2271. von Feilitzen
- 2272. von Diederichs
- 2273. Sjöcrona
- 2274. Nieroth
- 2275. Lefrén
- 2276. Berzelius
- 2277. Ljungsvärd
- 2278. af Callerholm
- 2279. af Tannström
- 2280. af Lefrén
- 2281. af Robsahm
- 2282. von Prinzencreutz
- 2283. Akrell
- 2284. af Gillner
- 2285. af Klintberg
- 2286. af Risells
- 2287. af Rolén
- 2288. af Lundblad
- 2289. Boy
- 2290. Gyllenheim
- 2291. Westring
- 2292. af Edholm
- 2293. von Heideman
- 2294. af Funck
- 2295. Boltenstern
- 2296. de Camps
- 2297. Tamm
- 2298. af Billbergh
- 2299. von Beskow
- 2300. Sandelhjelm
- 2301. af Jochnick
- 2302. Skogman
- 2303. Peyron
- 2304. af Ekström
- 2305. von Sydow
- 2306. von Hennigs
- 2307. af Tuneld
- 2308. af Ström
- 2309. af Dalström
- 2310. Grip
- 2311. Rabenius
- 2312. Peijron
- 2313. Ekströmer
- 2314. von Tuné
- 2315. von Schinkel
- 2316. Ammilon
- 2317. Fåhræus
- 2318. Malmborg
- 2319. Westerstrand
- 2320. Åkerman
- 2321. Nerman
- 2322. Sandströmer
- 2323. Isberg
- 2324. Ericson
- 2325. Fåhræus
- 2326. Wærn
- 2327. Huss
- 2328. von Hall
- 2329. Thulstrup
- 2330. af Kleen
- 2331. Ros
- 2332. de Maré
- 2333. Oldevig
- 2334. Bohnstedt
- 2335. Reventlow
- 2336. von Möller
- 2337. von Malmborg
- 2338. Lovén
- 2339. Bennich
- 2340. Dickson
- 2341. Palander af Vega
- 2342. Wijk
- 2343. Pantzerhielm
- 2344. Hedin
- 2345. Berencreutz
- 2346. Gentzschein
- 2347. von Braun
- 2348. von Rosen af Kardina
- 2349. von Samson-Himmelstjerna